# Knautia carinthiaca
Knautia carinthiaca är en tvåhjärtbladig växtart som beskrevs av Friedrich Ehrendorfer. Knautia carinthiaca ingår i släktet åkerväddar, och familjen Dipsacaceae. Inga underarter finns listade i Catalogue of Life.